# جون هانكوك
جون هانكوك (بالإنجليزية: John Hancock)‏ (مواليد 23 يناير 1737 - الوفاة 8 أكتوبر 1793)، كان تاجرا ورجل دولة ووطني بارز في الثورة الأمريكية ورئيسا للكونغرس القاري الثاني. قبل الثورة الأمريكية كان هانكوك من أغنى الرجال في المستعمرات الثلاثة عشرة بعد أن ورث أعمال تجارية ناجحة من عمه. بدأ مهنته السياسية في بوسطن تحت حماية صامويل آدمز. بعدما زاد التوتر بين المستعمرات وبريطانيا عام 1760 م هانكوك استخدم ثروته لدعم قضية المستعمرين مما جعل المسؤولين البريطانيين يصادرو سفينته الشراعية واتهامه بالتهريب عام 1768م ولكن بالنهاية اسقطو التهم الموجهة له. كان هانكوك من قادة بوسطن خلال الأزمة التي أدت إلى اندلاع حرب الاستقلال الأمريكية في 1775م.

## نشأته
ولد جون هانكوك في 23 يناير 1737 في برينتري، ماساتشوستس، في الجزء الذي أصبح في ما بعد مدينة كوينسي. والده هو العقيد جون هانكوك الابن من برينتري ووالدته هي ماري هوك ثاكستر (أرملة صامويل ثاكستر الابن)، الذي كان من هينغهام القريبة. كان هانكوك في طفولته على معرفة بجون آدمز حين كان شابًا، والذي عمده القس هانكوك في عام 1735. عاشت عائلة هانكوك حياة رغيدة، وامتلكت عبدًا واحدًا للمساعدة في الأعمال المنزلية.
بعد وفاة والد هانكوك في عام 1744 ، أُرسل جون للعيش مع عمه وعمته، توماس هانكوك وليديا (هنشمان) هانكوك. كان توماس هانكوك مالكًا لشركة معروفة باسم هاوس أوف هانكوك، والتي استوردت السلع المصنعة من بريطانيا وصدرت الرٌّم (شراب مسكِّر) وزيت الحوت والأسماك. هذا العمل الناجح لتوماس هانكوك جعله واحدًا من أغنى وأشهر سكان بوسطن. عاش هو وليديا مع العديد من الخدم والعبيد في مزرعة هانكوك على تلة بيكون. أصبح الزوجان، اللذان لم ينجبا أطفالًا، مهيمنين بشدة على حياة جون.
بعد تخرجه من مدرسة بوسطن اللاتينية في عام 1750، التحق بجامعة هارفارد وحصل على درجة البكالوريوس في عام 1754. بعد الجامعة، بدأ العمل لصالح عمه، تمامًا مع بداية الحرب الفرنسية والهندية (1754-1763). كان لتوماس هانكوك علاقات وثيقة مع الحكام الملكيين في ماساتشوستس وحصل على عقود حكومية مربحة خلال الحرب. تعلم جون هانكوك الكثير عن أعمال عمه خلال هذه السنوات وتدرب ليكون شريكًا في الشركة في النهاية. عمل هانكوك بجد، لكنه استمتع بلعب دور الأرستقراطي الثري وكان ولِعًا بالثياب باهظة الثمن.
عاش هانكوك في إنجلترا من عام 1760 إلى عام 1761 أثناء بناء العلاقات مع العملاء والموردين. وعند عودته إلى بوسطن، سيطر هانكوك تدريجيًا على شركة هاوس أوف هانكوك بسبب تدهور صحة عمه، ليصبح شريكًا كاملًا في يناير 1763. وقد أصبح عضوًا في المحفل الماسوني سانت أندرو في أكتوبر 1762، والذي قوى ارتباطه بالعديد من مواطني بوسطن الأكثر نفوذًا. عندما توفي توماس هانكوك في أغسطس 1764، ورث جون أعماله ومزرعة هانكوك واثنين أو ثلاثة من عبيد الأسرة وآلاف الهكتارات من الأراضي ليصبح واحدًا من أكثر الرجال ثراءً في المستعمرات. استمر العبيد في العمل لصالح جون وعمته، ولكنه حررهم في النهاية وفقًا لوصية توماس هانكوك؛ ولا يوجد أي دليل على أن جون هانكوك اشترى العبيد أو باعهم على الإطلاق.

## تزايد التوترات في الإمبراطورية
كانت الإمبراطورية البريطانية غارقة في الديون بعد انتصارها في حرب السنوات السبع (1756-1763). وللبحث عن مصادر جديدة للدخل، فرض البرلمان البريطاني لأول مرة ضريبة مباشرة على المستعمرات، بدءًا من قانون السكر لعام 1764. إذ لم يحقق قانون دبس السكر السابق عام 1733، وهو ضريبة على الشحنات من جزر الهند الغربية، أيّ دخل تقريبًا، فقد كان دبس السكر يُهرب تجنبًا للضريبة. 
لم يكن التهريب مستهجنًا اجتماعيًا في المستعمرات، حتى في مدن الموانئ حيث التجارة هي المولد الرئيسي للثروة، كان التهريب يتمتع بدعم كبير من المجتمع، وكان من الممكن الحصول على تأمين للمهربين ضد الإمساك بهم. وقد طور التجار المستعمرون مجموعة من المناورات المراوغة لإخفاء أصل بضائعهم غير المشروعة وجنسيتها وطرقها ومحتواها. شمل ذلك الاستخدام المتكرر للأوراق الاحتيالية لجعل الشحنة تبدو قانونية ومصرحًا بها. ومما أثار إحباط السلطات البريطانية، حين كانت تجري المصادرات، أنه غالبًا ما كان يُسمح للتجار المحليين باستخدام المحاكم الإقليمية المتعاطفة لاستعادة البضائع المصادرة وإنهاء القضايا. على سبيل المثال، قدم إدوارد راندولف، رئيس الجمارك المعين في نيو إنجلاند 36 عملية مصادرة إلى المحاكمة من عام 1680 إلى نهاية عام 1682، وكلها نالت البراءة باستثناء قضيتين. تصرف بعض التجار من تلقاء ذاتهم وسرقوا البضائع التي كانت تودع في الحجز.
أثار قانون السكر غضبًا في بوسطن، حيث اعتُبر انتهاكًا للحقوق الاستعمارية. جادل البعض مثل جيمس أوتيس وصامويل آدمز بأنه نظرًا إلى أن المستعمرين لم يكونوا ممثلين في البرلمان، فلا يمكن فرض ضريبة عليهم من قبل الحكومة؛ إذ يحق فقط للجمعيات الاستعمارية، حيث كان المستعمرون ممثلين، أن تفرض ضرائب على المستعمرات. لم يكن هانكوك ناشطًا سياسيًا بعد، ومع ذلك، فقد انتقد الضريبة لأسباب اقتصادية لا لأسباب دستورية.
برز هانكوك بصفته شخصية سياسية رائدة في بوسطن مع تزايد التوترات مع بريطانيا العظمى. في مارس 1765، انتُخب واحدًا من خمسة في مجلس المختارين في بوسطن، وهو منصب تولاه عمه سابقًا لسنوات عديدة. وبعد ذلك بفترة وجيزة، أقر البرلمان قانون الطوابع لعام 1765، وهو ضريبة على الوثائق القانونية، مثل الوصايا، فُرضت في بريطانيا لسنوات عديدة، لكنها لم تكن شائعة كثيرًا في المستعمرات، ما أدى إلى أعمال شغب ومقاومة منظمة. اتخذ هانكوك موقفًا معتدلًا: بصفته واحدًا من رعايا بريطانيا المخلصين، ظن أنه ينبغي أن يخضع المستعمرون لهذا القانون، وفي نفس الوقت رأى أن البرلمان كان على خطأ. في غضون بضعة أشهر، غير هانكوك رأيه، رغم أنه واصل رفضه للعنف وترويع المسؤولين الملكيين من قبل الحشود. انضم هانكوك إلى معارضي قانون الطوابع من خلال المشاركة في مقاطعة البضائع البريطانية، ما جعله يتمتع بشعبية في بوسطن. بعد أن علم سكان بوسطن بالإلغاء الوشيك لقانون الطوابع، انتُخب هانكوك لمجلس النواب في ماساتشوستس في مايو 1766.
كان نجاح هانكوك السياسي بفضل دعم من صامويل آدمز، وهو كاتب مجلس النواب وزعيم «الحزب الشعبي» في بوسطن، والمعروف باسم «حزب اليمين» وفي ما بعد باسم «الوطنيون». كان آدمز أكبر من هانكوك بخمسة عشر عامًا، وكانت لديه أفكار بيوريتانية (تطهيرية) تناقض بشكل ملحوظ أسلوب حياة هانكوك المرفه والمسرف. لُفّقت في وقت لاحق قصص صورت آدمز على أنه العقل المدبر للبروز السياسي لهانكوك، بهدف استخدام ثروة التاجر لتعزيز أجندة حزب اليمين. صور المؤرخ جيمس تروسلو آدمز هانكوك على أنه شخص سطحي وفارغ، وكان آدمز قادرًا على التلاعب به بسهولة. جادل المؤرخ وليام م. فاولر، الذي كتب السير الذاتية لكل من الرجلين، بأن هذا التوصيف مبالغ به، وأن العلاقة بين الاثنين كانت تكافلية، إذ كان آدمز المرشدَ وهانكوك التلميذَ.

## روابط خارجية
- جون هانكوك على موقع الموسوعة البريطانية (الإنجليزية)
- جون هانكوك على موقع إن إن دي بي (الإنجليزية)